# Irene X
Irene Domingo Longares,  känd under pseudonymen Irene X, född  5 maj 1990 i Zaragoza, är en spansk poet.

## Biografi
Irene Domingo Longares studerade pedagogik och psykologi vid UNED (Universidad Nacional de Educación a Distancia). Till yrket är hon författare och kompositör, men hon började offentliggöra sina poetiska verk med tydliga feministiska undertoner via sociala medier. Hon deltar också regelbundet i livekonserter. Hon är författare och kompositör.
År 2013 publicerade hon sin första bok El sexo de la risa (Skrattets sex) och ett år senare Grecia, båda på Origami Verlag. Sedan 2015 har hon publicerat sig på Harpo Verlag. Hon inledde med diktsamlingen No me llores (Gråt inte för mig, 2015), följd av Fe ciega (och Single). År 2018 publicerades hennes sjätte diktsamling La chica no olvida (Flickan glömmer inte), som inleds med ett citat från Gata Cattana, en andalusisk rappare och poet som dog ung och som Irene X beundrar. Förutom Gata Cattana beundrar hon även Alejandra Pizarnik och Nacho Vegas.
Las manos en la sangre (Händer i blod), är hennes sjunde diktsamling och publicerades 2019. Hennes senaste diktsamling, Perras de Caza publicerades 2022.
Med sitt verk La chica no olvida vann hon Espasa Poetry Prize, som riktar sig till unga människor upp till 35 år, i sin första upplaga 2018. Juryn för priset, som bestod av Ana Porto, Marwan, Alejandro Palomas, Belén Bermejo och Luis Alberto de Cuenca, beslutade år 2018 enhälligt att tilldela henne priset bland de 305 verk som lämnats in till tävlingen.